# Opis naukowy
Opis naukowy – proces, w trakcie którego charakteryzowany jest dany przedmiot, zjawisko bądź zdarzenie na drodze badania naukowego.
Według opisu dany element zostaje poddany klasyfikacji i podporządkowaniu. W wyniku tego następuje zawężenie kategorii, tj. w formie porównań i odpowiedzi na poszczególne zapytania odnośnie do zagadnienia poddanego badaniu wyodrębniana jest poszczególna jednostka, indywiduum.
Opis naukowy powinien być klarowny, wyczerpujący, dokładny i możliwy do sprawdzenia. Pomocną drogą w tworzeniu opisu naukowego jest dedukowanie, czyli podążanie drogą przesłanek ku sprecyzowanemu wnioskowi. Dzięki temu klasyfikacja na tle prostych logicznych wniosków jest trudna do zakwestionowania.